# جون أيرز
جون أيرز (بالإنجليزية: John Ayers)‏ هو لاعب كرة قدم أمريكية أمريكي، ولد في 14 أبريل 1953 في كاريزو سبرينغز في الولايات المتحدة، وتوفي في 2 أكتوبر 1995 في كانيون في الولايات المتحدة بسبب سرطان الكبد.

## وصلات خارجية
- جون أيرز على موقع مرجع كرة القدم المحترفة.كوم (الإنجليزية)